# Aleix Martínez Juan
Aleix Martínez (Barcelona, 17 de maig de 1992) és un ballarí català, actualment ballarí principal de l'Hamburg Ballett. L'any 2008 va rebre el Prix de Lausanne i el premi Positano Leonide Massine.

## Carrera professional
Des de jove li va agradar la dansa i el ballet. Va començar a practicar-ho als 5 anys a l'escola de David Campos on anys més tard comença a col·laborar en les noves produccions de la Companyia de Ballet de Santa Coloma de Gramenet - David Campos.
Fins que als 13 anys va marxar de casa per continuar el seu aprenentatge a l'escola Studio Ballet Colette Armand de Marsella, sota la direcció de Patrick Armand, a on va guanyar diversos concursos nacionals i internacionals francesos.
El 2008, va obtenir el primer premi del Prix de Lausanne, un concurs internacional de renom d'on surten les grans estrelles de la dansa clàssica, fet que li va permetre obtenir una beca, que va aprofitar per anar a formar-se a l'escola de Ballet d'Hamburg, amb John Neumeier. Aquell mateix any va guanyar el premi Positano Leonide Massine com a jove promesa de la dansa. A partir de la temporada 2010 va entrar a formar part del Hamburg Ballett JohnNeumeier. Aquell mateix any se li fa entrega del premi "IV Amigos de honor "de la Casa de la Danza (La Rioja).
L'any 2012 va ser premiat com a "jove promesa de la dansa" per part de la revista alemana Tanz, pel seu paper, Louis, en la nova creació de John
Neumeier Liliom, i per la seva pròpia coreografia Trencadís, inspirada en Gaudí i estrenada al març del 2012 al Schauspielhaus d'Hamburg. El mateix any va participar en el "Erik Bruhn Competition" amb el Pas de deux de la Sylphide (Bournonville), i una nova creació Like a petal deep in the water de Sasha Riva. L'any 2013 va estar guardonat amb el premi Dr. Wilhelm Oberdörffer-Preise 2013 per a joves artistes de l'Hamburg Staatsoper, i va ser nomenat solista del Hamburg Ballett.

### Creacions amb el Ballet David Campos
- Fritz, el germà, a El Trencanous
- Solista a Turn Me On
- Solista a En clau de jazz

### Creacions amb el Hamburg Ballett
- Solista a Purgatorio, ballet de John Neumeier
- Louis a Liliom, ballet de John Neumeier
- Solista a Vor dem Gesetz (Alban Pinet)
- Solista a 3x2 für M&M(Constant Vigier)
- Pas de deux Like a petal deep in the water (Sasha Riva)
- La inocencia a Peer Gynt, ballet de John Neumeier
- Lewin a Anna Karenina, ballet de John Neumeier

### Repertori a l'Hamburg Ballett
- L'ermità a Parzival – Episodis i fets
- Stanislaw Nijinsky i Vaslaw Nijinsky a Nijinsky
- Vaslaw Nijinsky com estudiant a Le Pavillon d'Armide
- El cap dels treballadors a Ilusions - com el llac dels cignes
- Solista a Préludes CV
- Solista a kinderszenen
- William a Shakespeare Dances
- Un jove Aschenbach a Mort a Venecia
- Un soldat a Othello
- Bauern Pas de deux a Giselle
- Solista a Vaslaw
- Solista a Messias
- Solista a Winterreise
- Solista a Bach Suite
- Fritz a El trencanous
- Solista a Dances at a Gathering
- Solista a Matthaus Passion

### Creacions coreogràfiques
- Nehledej. Estrena: 2011 Shauspielhaus Hamburg. Música: Iva Bittova. Intèrprets: Isadora Valero, Lucia Rios, Taisia Muratore. (Hamburg Ballett)
- Trencadís. Estrena: 2012 Shauspielhaus Hamburg. Música: Björk. Intèrprets: Taisia Muratore, Lucia Rios, Emmanuel Amuchastegui, Marc Jubete, Patricia Ticky (Hamburg Ballett)
- Le Surrealisme c'est moi. Estrena: 2014 Festival de música de Sant Pere de Rodes. Música: Debussy, Ravel, Britten, Montsalvatge, Quetglàs, Fuentes, Wagner. Músics : Carles Lama- Sofia Cabruja (piano), Jose Antonio Domene (arpa) / Recitador: Eloi Gomez / Intèrprets: Yaiza Coll, Sasha Riva, Marc Jubete, Eva Basulto, Aleix Martinez
- Soledad en compañia... Estrena: 2015 Hamburg Opera Stabile. Música : Silvia Perez Cruz/ Fleshquartet. Interprets : Sasha Riva, Lennard Radkte
- Orígens. Estrena 2015. Festival Gong 2015. Música : Pärt, Glass, Carter, Cage. Músic : Jose Antonio Domene (arpa), Ariadna Martinez (veu) / Intèrprets: Marc Jubete, Josianne Fleming
- Kleines Requiem I. Estrena : 2016. Opera Stabile (Hamburg). Música : E. Gorecky. Intèrprets : Marc Jubete, Patricia Friza, Sasha Riva, Lennard Radtke, Marcelino Libao, Yun- Su Park, Madoka Sugai, Nicolas Glasmann
- Seleen - Spiel. Estrena : 2016. Kleines Michel (Hamburg) Música : Silvia Perez Cruz. Intèrprets: Yaiza Coll, Luca Andrea Tessarini
- Kleines Requiem II. Estrena : 2016. Opera House Hamburg. Música : E. Gorecky. Intèrprets : Marc Jubete, Patricia Friza, Lucia Rios, Lennard Radtke, Marcelino Libao, Yun- Su Park, Madoka Sugai, Nicolas Glasmann, Sasha Riva
- Mediterranean Memories. Estrena : 2016. Trintla Cultura Festival (Hamburg)
- Qamar. Estrena : 2016. Kleines Michel (Hamburg). Música Tradicional Jueva. Intèrprets: Yaiza Coll, Nicolas Glasmann
- ... _ _ _ ... / S.O.S. Estrena : 2017. Opera Stabile (Hamburg) Música : A Filetta, Richard Strauss, Arvo Part. Intèrprets : Yaiza Coll, Nicolas Glasmann, Marc Jubete, Patricia Friza, Lucia Rios, Matias Oberlin, Hayley Page, Leroy Bonne, Daniel Brasil
- You and I. Estrena : 2017. Kleines Michel (Hamburg). Música: Jeff Buckley. Intèrprets : Yaiza Coll, Nicolas Glasmann
- Colors. Estrena : 2017. Trintla Cultura Festival (Hamburg)
- The books. Estrena : 2017. Kleines Michel (Hamburg). Música : A Filetta, Intèrprets: Yaiza Coll, Marc Jubete, Jacopo Bellussi
- Dogma. Estrena : 2018. Opera Stabile (Hamburg)
- Lorca. Estrena : 2018. Teatre Casino la Aliança (Barcelona)